# 앤서니 크로스랜드
찰스 앤서니 레이븐 크로스랜드(영어: Charles Anthony Raven Crosland, 1918년 8월 29일~1977년 2월 19일)는 영국의 저술가이자 정치인이다. 여러 저작물을 통해 마르크스주의를 비판하고 사회개량주의를 옹호해 영국 노동당의 정책에 이론적 근거를 제시하였다. 정치인으로도 활약해 해럴드 윌슨과 제임스 캘러헌 내각에서 여러 차례 각료직을 맡았다.

## 같이 보기
- 에두아르트 베른슈타인
- 개혁적 사회주의